# Phyllotettix rhombeus
Phyllotettix rhombeus är en insektsart som först beskrevs av Carl von Linné 1767.  Phyllotettix rhombeus ingår i släktet Phyllotettix och familjen torngräshoppor. Inga underarter finns listade i Catalogue of Life.